# Opernhaus (Leipzig)

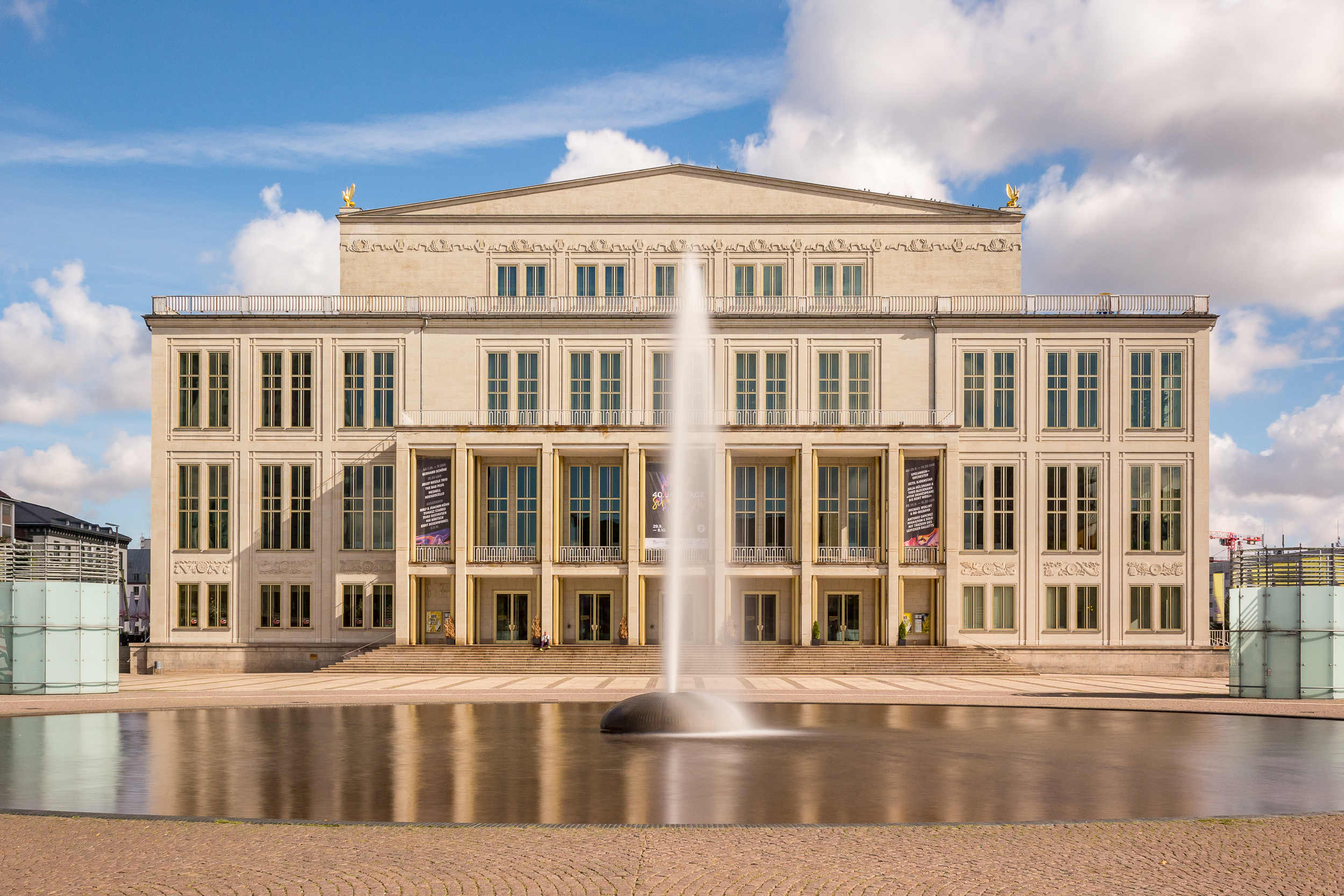
Das Opernhaus Leipzig (2016)

Das Opernhaus ist die Spielstätte der Sparten Oper und Ballett der Oper Leipzig. Das Opernhaus steht im Zentrum Leipzigs auf dem Augustusplatz, gegenüber dem Gewandhaus. Es wurde 1954–1960 nach einem Entwurf von Kunz Nierade und Kurt Hemmerling erbaut und ist im neoklassizistischen Stil gehalten.

## Geschichte

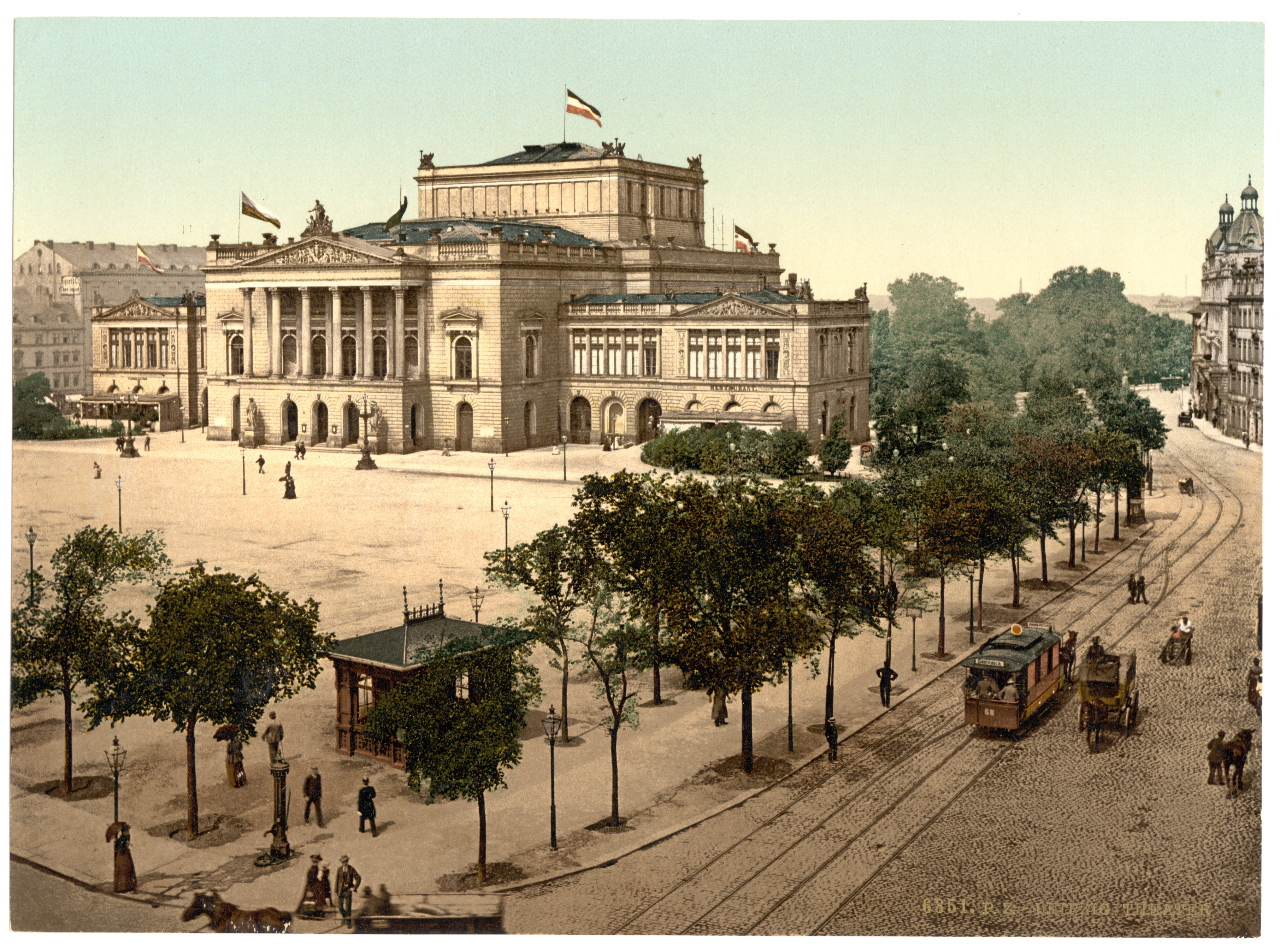
Vorgängerbau: Das Neue Theater am Augustusplatz (1868–1950)

Das 1868 vom klassizistischen Architekten Carl Ferdinand Langhans erbaute Neue Theater am Augustusplatz – an der Stelle des heutigen Opernhauses – hatte ab 1912 die Opernbühne beherbergt. Es brannte bei einem Luftangriff in der Nacht vom 3. auf den 4. Dezember 1943 aus. Das Opernensemble setzte seinen Spielbetrieb im Haus Dreilinden – heute Musikalische Komödie –  fort.
Der Ministerrat der DDR beschloss 1950 den Abriss der wiederaufbaufähigen Ruine des Neuen Theaters und den Neubau eines Opernhauses. Unmittelbar im Anschluss gab es einen Wettbewerb, an dem der Architekt Hans Scharoun teilnahm. Die 1950 erarbeiteten Entwürfe zum Leipziger Opernhaus wurden weder prämiert, noch hatten sie Einfluss auf das weitere Planungsgeschehen. Im folgenden Jahr wurde ein offener Wettbewerb zur Ausgestaltung des Augustusplatzes in Verbindung mit dem Opernprojekt ausgeschrieben; da diese Ergebnisse wiederum nicht befriedigten, wurde 1952 ein dritter Wettbewerb initiiert, den der Warschauer Architekt Piotr Biganski gewann. Nachdem dieser Entwurf zu aufwendig war, erhielten letztendlich die Architekten Kunz Nierade und Kurt Hemmerling 1954 den Auftrag.
Am 8. Oktober 1960 wurde das Opernhaus, dessen Bau insgesamt 44,6 Millionen Mark kostete, in einem feierlichen Festakt eingeweiht. Die traditionelle Pflege der Werke Richard Wagners, die bis heute andauert, wurden in der Festwoche vom 9. bis zum 16. Oktober 1960 mit dem Auftakt von Wagners Meistersinger von Nürnberg fortgesetzt. In seiner bühnentechnischen Ausstattung zählte der Neubau des Leipziger Opernhauses seinerzeit zu den modernsten in ganz Europa. In den 1970er Jahren werden das Kellertheater zur Aufführung kammerspielartiger Bühnenwerke (heute stillgelegt) und 1990 eine kleine Kunstgalerie in den Bau integriert.
Im Jahr 2007 wurde das Zuschauerhaus für insgesamt 9,5 Millionen Euro umfassend saniert und renoviert. Der Brandschutz wurde erneuert und den gesetzlichen Erfordernissen angepasst. In den Lüftungskanälen wurde Asbest durch geeignete Materialien ersetzt. Die alten Teppichböden wurden durch neue originalgetreu gewebte Böden ersetzt, die Wandverkleidungen aufpoliert. Die Anfang der 1990er Jahre für den Bau des seitlichen Rangfoyers ausgebaute Beleuchtung wurde wieder eingesetzt. Ein neugestalteter Kassenbereich und die neue Bestuhlung gehören ebenfalls zu den Verbesserungen. Das Gefälle und der Reihenabstand im Saal verringerten das Platzangebot um 148 Sitzplätze, verbesserten aber die Sitzqualität der Besucher. Das Opernhaus verfügt nun über 1264 Sitzplätze.
Am 11. November 2007 fand die feierliche Eröffnung mit einem „Tag der offenen Tür“ statt. Zur Eröffnung kamen über 8000 Besucher zur Besichtigung. Die musikalische Wiedereröffnung fand am 15. November 2007 mit der Aufführung der Oper Rienzi von Richard Wagner statt.

## Architektur

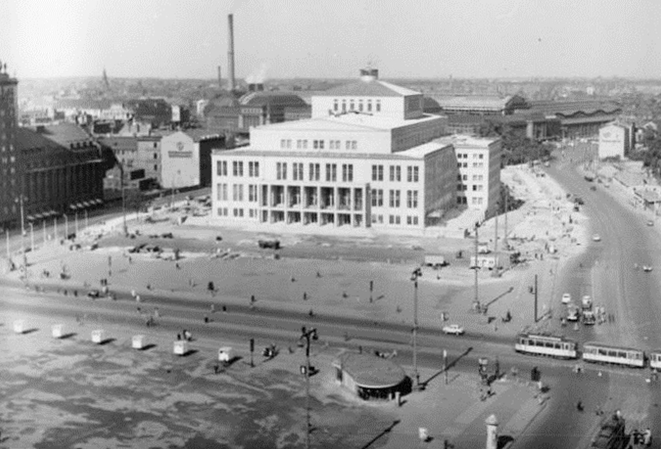
Das Neue Opernhaus am Karl-Marx-Platz, heute Augustusplatz, um 1960

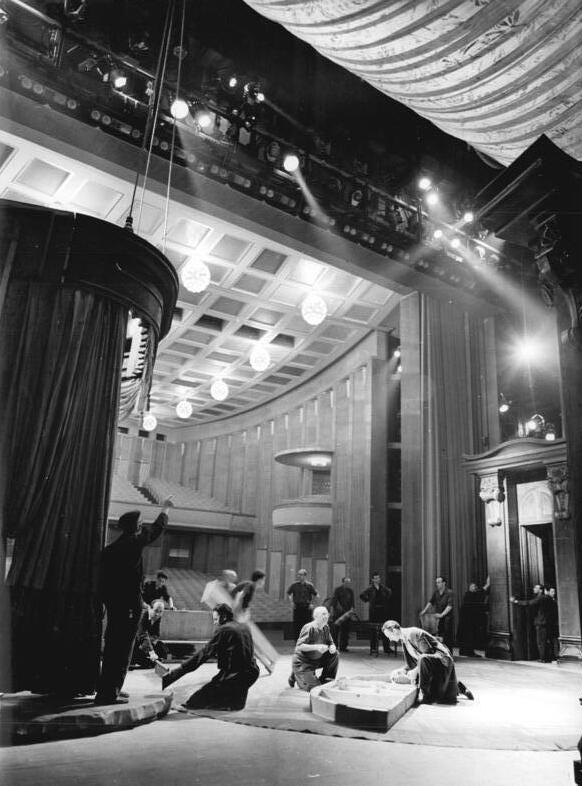
Hauptbühne des Opernhauses, 1961

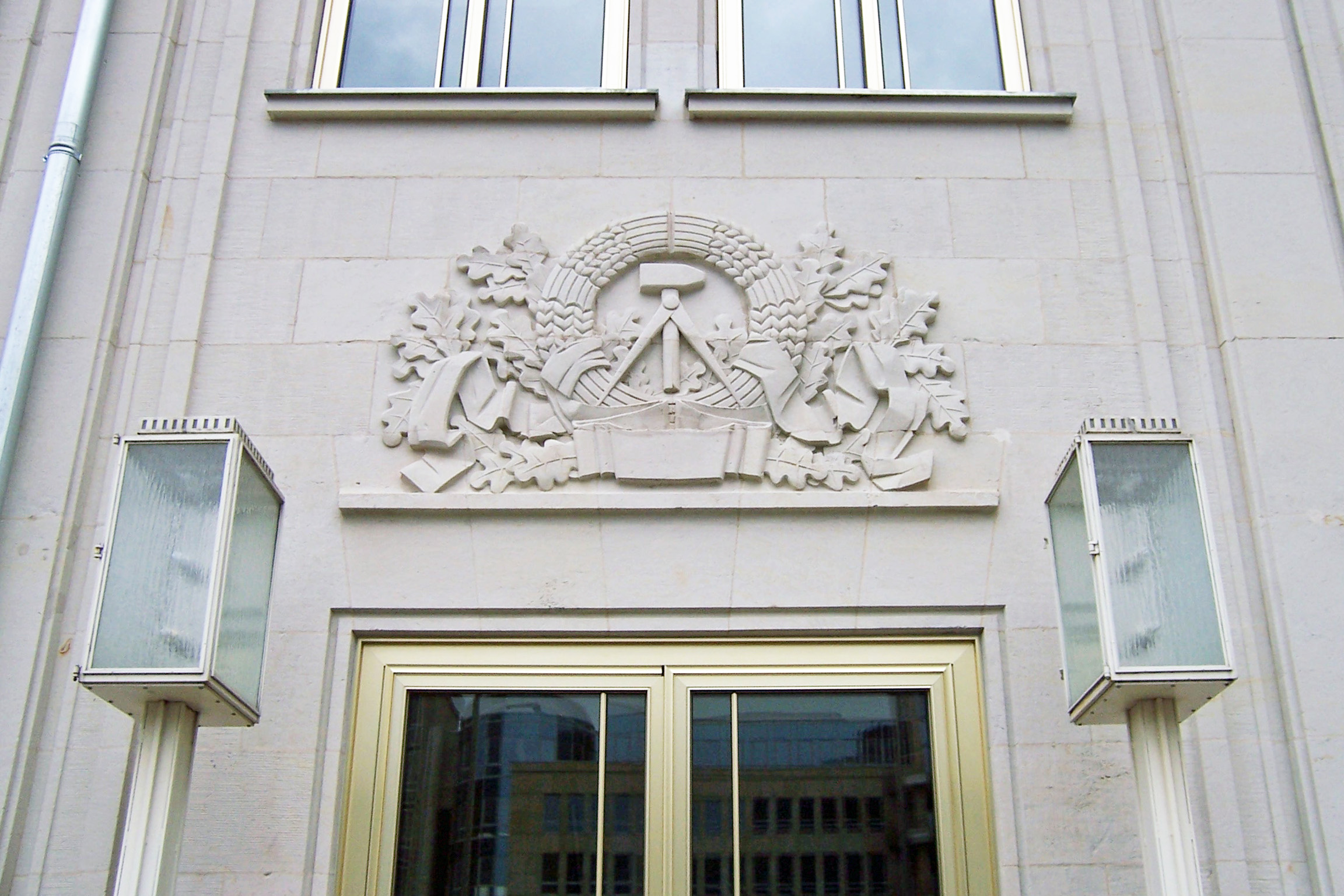
Supraporte mit Staatsemblem der DDR

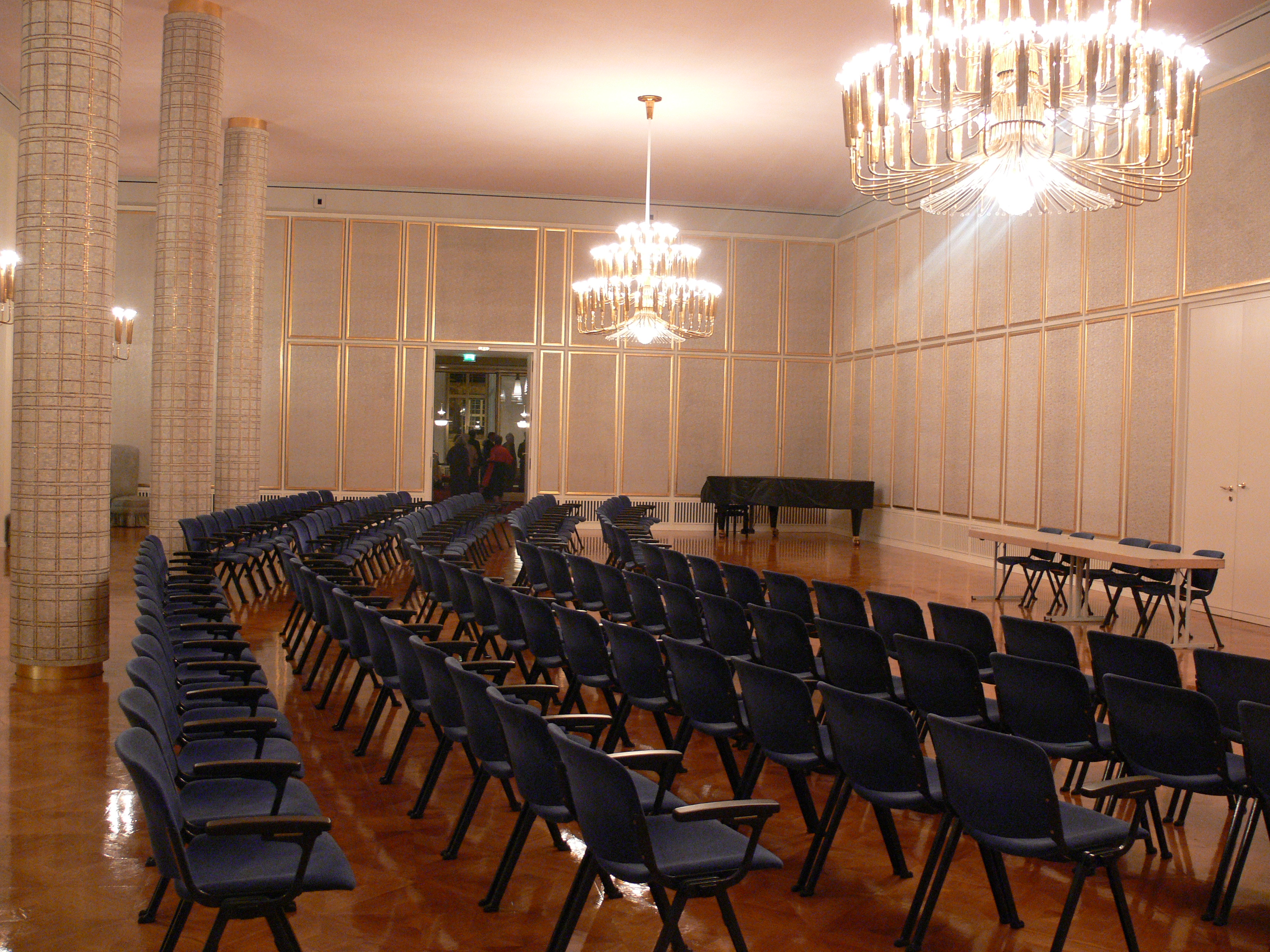
Rangfoyer

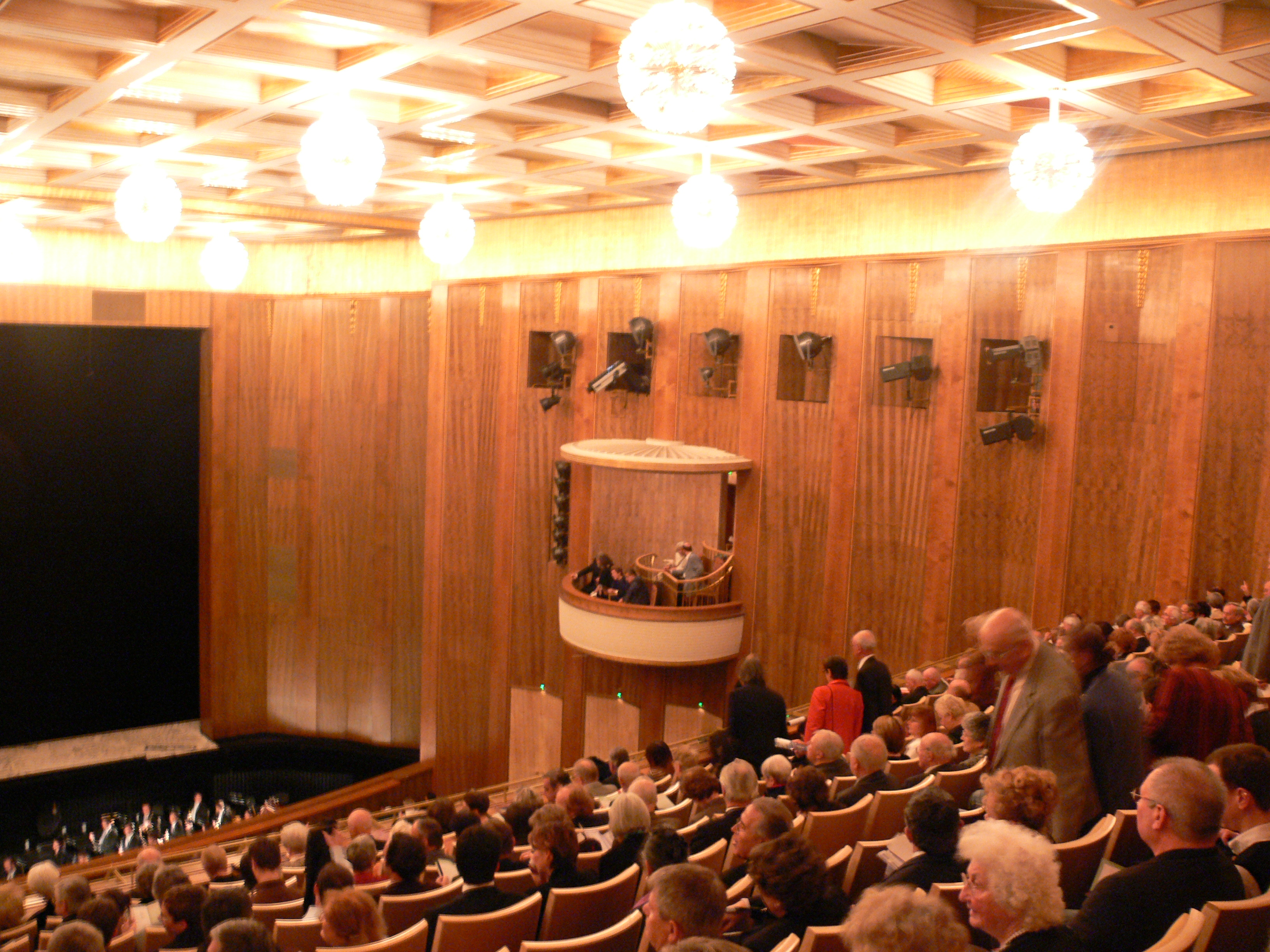
Zuschauerraum

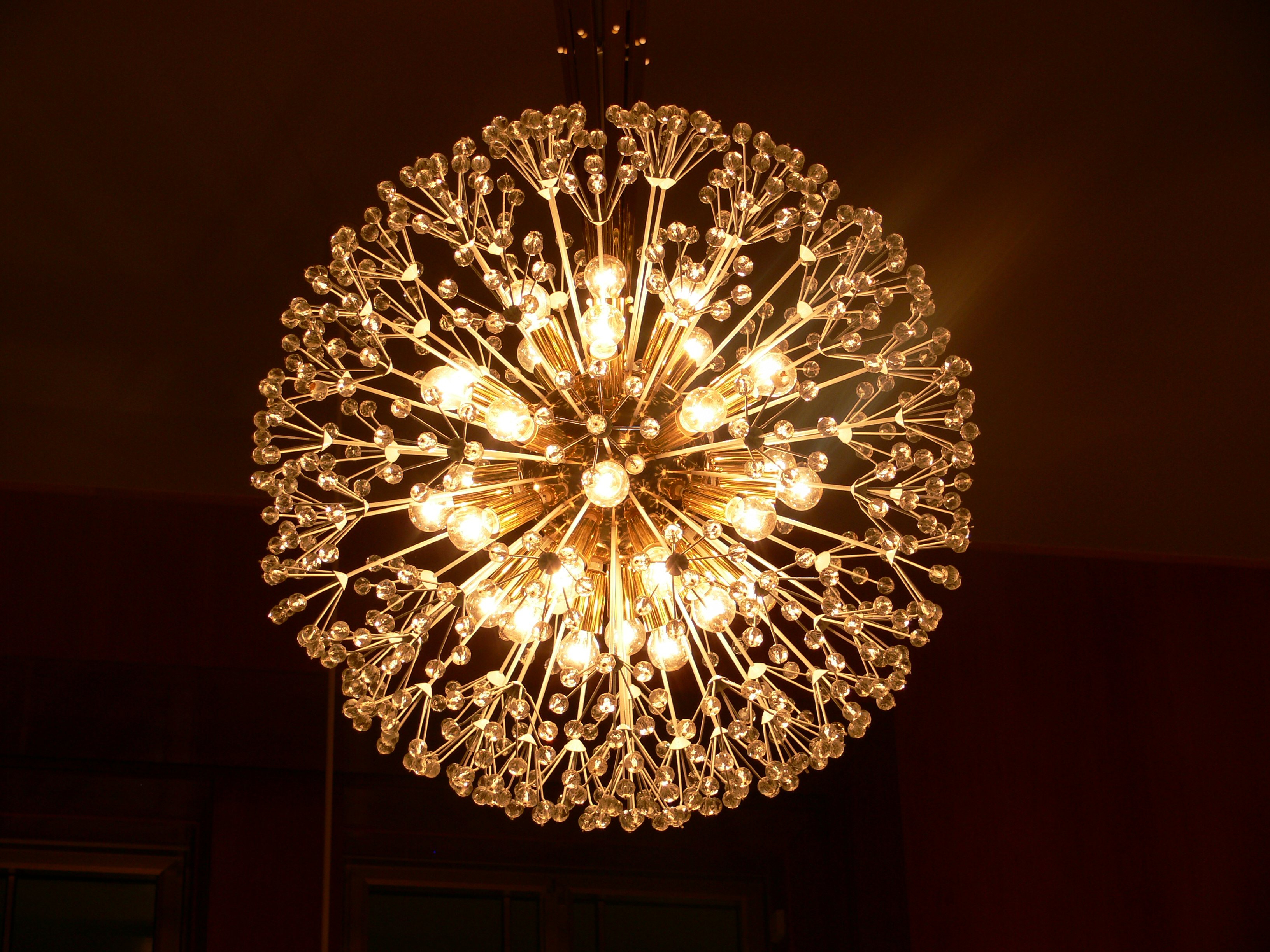
Lampe im Parkettfoyer

### Außengestaltung
Der eigentliche Entwurf sah Gesimse, Plastiken, Statuen und einen Prachtportikus vor. Aufgrund der Abkehr von den Architekturprinzipien des sozialistischen Klassizismus in der Mitte der 1950er Jahre wurden die Fassadenentwürfe umgearbeitet und der plastische Schmuck reduziert. Die Fassade besteht aus hellem Pirnaer Sandstein. Sie verfügt über ein 350 Meter langes Attikageländer, das an den Gebäudeecken mit Friedenstauben geschmückt ist. Über den Erdgeschossfenstern befindet sich ein Flachrelief, das Theatersymbole und Staatsemblem der DDR zeigt. Der Eingangsbereich besteht aus einer zweigeschossigen einfachen Loggia. Fenster und Türrahmen sowie die Säulen im Loggiabereich sind aus goldfarbig eloxiertem Aluminium gefertigt. Das Haus hat die Form einer Stufenpyramide in den Maßen 115 Metern × 85 Meter; vom Fundament bis zur Spitze sind es 52 Meter in sieben Geschossen. Dazu kommen noch Oberbühnenaufbau und Keller, 680 Zimmer mit 737 Alu-gerahmten Fenstern. Der Baukörper erscheint bei Tag nüchtern. Nachts, wenn alles erleuchtet ist, wirkt das Haus eher festlicher und durch die großen Fensterfronten auch gläsern. Im Gegensatz zur Front wirkt die Rückansicht zum Schwanenteich imposanter, was der Staffelung der Bautrakte und der Terrasse zuzuschreiben ist. Das Haus galt schon nach der Einweihung als nicht mehr zeitgemäß, weil es für die damalige Zeit zu offensichtlich den Maßstäben klassizistischer Theaterarchitektur folgte. Heute zählt das Opernhaus Leipzig zu den schönsten Bauwerken des Baustils der ausgehenden 1950er Jahre in Deutschland.
Der Architekt Hans Hopp beschrieb den Bau 1961 mit folgenden Worten:

„Das Opernhaus ist in seiner äußeren Erscheinung das Werk einer Übergangsepoche, ein Kompromiss zwischen historisierender Struktur und einer von der Konstruktion unabhängigen Haut. Ein Kompromiss deswegen, weil die Struktur zu schwächlich ausgefallen ist, die Haut dagegen zu viele Details aufweist. Diese Auffassung wird bestätigt durch die unterschiedliche Wirkung des Hauses bei Tag und Nacht. Bei Tage vermisst man eine kräftige Schattenbildung der einzelnen Glieder. Aber bei Nacht, wenn alle Fenster erleuchtet und die Außenflächen angestrahlt sind, ist die große Baumasse von einer lichten, geradezu transparenten Haut umkleidet, und das Haus erscheint als strahlender Palast, ein festlicher Mittelpunkt der Stadt, im Gegensatz zu der etwas nüchternen Wirkung bei Tage.“

### Innengestaltung
Charakteristisch ist die gesteigerte Raumfolge der Foyers. Man betritt die Oper durch das Vestibül, die Kassenhalle, das mit blauschwarzem Diabasfußboden verziert und wie die daran anschließende Garderobenhalle niedrig gehalten ist. Die Wände sind teilweise mit handgefertigten Fliesen aus Meißener Porzellan verkleidet, welche das Licht auf eine warme Art reflektieren. Danach gelangt man zu den hellen, elegant aufwärtsschwingenden, doppelläufigen Haupt- und Parketttreppen. Die Messinghandläufe, von Fritz Kühn kunstgeschmiedete Treppengeländer, die Farbe der Wände, die Wandleuchten, Ornamente aus Blattgold und der weinrote Teppich sind typisch für die Zeit der Errichtung. Die Farbauswahl besteht hauptsächlich aus den Komponenten Weißgold, Gold und Weinrot. Heller und größer ist das Parkettfoyer. Die Wände und die viereckigen Säulen sind mit Schweizer Birnbaum verkleidet. Die polychrome Decke besteht teilweise aus figürlichen und teilweise aus gemalten Ornamenten und steht im Kontrast zur strengen Wandstruktur. Zum Schallschutz wurden kleine Stuckringe aus schallschluckenden Materialien in die Decke eingelassen. Das wird besonders in den Seitenfoyers an der „Ringeldecke“ deutlich. Freundlich und lockerer wirkt das in dezenten Farben gehaltene Rangfoyer. Rundsäulen teilen den Raum in zwei Hälften. Seitlich beider Foyers befinden sich Erfrischungsräume. Der trapezförmige Zuschauerraum ist nach dem Einrangprinzip konzipiert. Die Wände sind mit Riegelahorn verkleidet. Um eine bessere Akustik zu erzielen, wurden die Wände gefaltet. Der Saal wird von einer Kassettendecke überspannt. Die Felder sind zur Bühne hin flach angeordnet und zum Rang immer steiler gestellt. Dies soll eine gleichmäßige Schallreflexion in das Publikum bewirken. Für einen sichtbaren Ausgleich der unterschiedlichen Kassettenfelder sorgt eine differenzierte Deckenbemalung.
Des Weiteren befinden sich im Saal zwei Logen – die Intendantenloge und die Staatsratloge (heute: Stadtloge). Diese verfügen über separate Eingänge und Empfangsräume. Heute kann man diese Logen auch als normaler Opernbesucher buchen, wobei man zwar nur zwei Drittel der Bühne sieht, aber selbst gesehen wird, da sich die Logen sehr markant über dem Parkett und auf halber Höhe zwischen Bühne und Rang befinden. Die Hauptbühne hat einen Portalausschnitt von 16 Metern Breite und eine Höhe von elf Metern.

### Leuchtendesign
Die Leuchtenform in den Foyers ist auffällig. Jene in der Garderobenhalle ähneln den Knospen von Blumen. Erreicht man das Parkettfoyer, sind die Knospen aufgeblüht und die Leuchten ähneln großen Dolden wie bei einer Pusteblume. Kommt man in das Rangfoyer, fliegen an den großen Kronleuchtern die Schirmchen davon. Geht man die Treppen wieder hinunter befinden sich in den Treppengeländern die Samenkapseln.

### Bühnenhaus
Der 88 Musiker fassende Orchestergraben lässt sich stufenlos auf verschiedene Höhen einstellen oder dem Bühnenboden angleichen. Die Bühne befindet sich etwa 80 Zentimeter über dem Boden der ersten Sitzreihe und hat eine Fläche von etwa 30 × 25 Metern. Die reine Nutzfläche umfasst 25 Meter in der Breite und 22 Meter in der Tiefe. Von diesen gesamt 550 Quadratmetern dient die Hälfte für die Drehbühne. Diese Zylinderdrehbühne hat einen Durchmesser von 17,5 Metern und wiegt 300 Tonnen. Sie verfügt über vier Doppelstockpodien (2 × 12 Meter, 4 × Meter) die stufenlos versenkt und aufgefahren werden können. Durch das Doppelstockprinzip können auch unterhalb der Bühnenoberfläche bereits Bühnenbilder aufgebaut sein, welche dann durch das Herausfahren des Podiums sichtbar werden. In 27 Metern Höhe wird die Bühne vom Rollenboden begrenzt. Darin befinden sich Dekorationshandzüge, Maschinenzüge und in 30 Metern Höhe Punktzüge. Bei voller Auslastung aller Züge können mehrere Tonnen Kulissenmaterial verstaut werden.
Die Bühne umlaufen ab etwa elf Meter Höhe drei Bühnengalerien. In etwa 17 Metern Höhe befand sich früher ein 42 Meter langer Rundhorizont, der je nach Vorstellung unterschiedlich gemalte Horizonte mit einer Fläche von 722 Quadratmetern aufnehmen konnte. Heute wird dieser Horizont bei Bedarf eingehängt. Dem Verlauf des Rundhorizonts folgte bis zum Umbau des Bühnenhauses im Jahre 2001 ein Beleuchtungssteg, auf dem Scheinwerfer montiert waren. Diese Art der Beleuchtung war einmalig und in keinem anderen Theater der Welt vorhanden. Heute werden dafür sechs Oberlichtzüge eingesetzt. Zusätzlich gibt es parallel zu den Galerien noch Panoramazüge. Hinter dem Hauptvorhang gibt es einen zusätzlichen schalldämmenden Vorhang. Die Sichtlinie für die Zuschauer wurde in einer Höhe von 12 Metern begrenzt. Auf der Portalbrücke dahinter befinden sich Scheinwerfer, um den Rundhorizont oder andere Prospekte auszuleuchten.
Zwischen Orchestergraben und Publikum befindet sich ein eiserner Vorhang. So ist es möglich, Kulissen bis an das Publikum heran zu bauen. Der Eiserne Vorhang besteht aus zwei Teilen. Das untere Drittel fährt nach oben aus dem Orchestergraben heraus, während die oberen zwei Drittel nach unten aus der Saaldecke hinabgelassen werden. Sein Gewicht beträgt 180 Tonnen. Er ist mit Sand gefüllt und kann im Notfall mit Wasser berieselt werden. Innerhalb von 28 Sekunden muss er sich ohne den Einsatz von elektrischem Strom schließen.
Die Hauptbühne wird von Seiten- und Hinterbühne begrenzt. Diese lassen sich mit Schallvorhängen verschließen. Auf den Seitenbühnen, die eine Nutzfläche von 19 × 11 Metern haben, befinden sich Bühnenwagen, mit denen Kulissenmaterial auf die Bühne gefahren werden kann. Auf der Hinterbühne befindet sich ein schienengebundener Wagen. Die Hinterbühne hat eine Nutzfläche von 22 × 12,5 Metern, darunter befinden sich auf einer Fläche von 220 Quadratmetern die technischen Anlagen. Auf der Hinterbühne befinden sich weiterhin ein Prospektlager und zwei Dekorationsaufzüge, die bis nach unten in die Durchfahrt reichen. Dort werden die Kulissen in Lastwagen verstaut und in die Lagerhallen gebracht.
Die Oper Leipzig hat einen eigenen Fuhrpark. Zu den Vorstellungen sind mitunter viele Transportfahrten nötig. Der Prospektaufzug fährt von der Durchfahrt, in der die LKWs be- und entladen werden, bis zur Bühne und passiert dabei noch mehrere Magazine für die Zwischenlagerung. Fährt der Aufzug zur Bühne hinauf, passiert er einen Brandabschnitt, dabei öffnet sich eine 20 Meter lange und einen Meter breite Platte.
Zusätzlich befinden sich im Opernhaus zwei Probenbühnen, Ballettprobensäle, der Kostümfundus und ein Chorprobensaal. Im Keller unter dem Bühnenhaus befindet sich das Kellertheater. Mit 99 Sitzplätzen war es die Spielstätte für den Kinderchor und zeitgenössisches Musik-Tanz-Theater. 1995 fand hier das „1. Festival des zeitgenössischen Musiktheaters“ in Kooperation mit dem Dresdner Zentrum für zeitgenössische Musik statt. Derzeit ist das Kellertheater stillgelegt.
Im Unterkeller befindet sich eine Sammlung zur Operngeschichte und Beleuchtungstechnik, die bei Besuchen von Schulklassen oder bei Opernhausführungen gezeigt wird. Hier haben Mitarbeiter und Auszubildende in jahrelanger Kleinarbeit Bühnenscheinwerfer zusammengetragen und auch eines der weltweit letzten elektromechanischen Bühnenlichtstellwerke restauriert und installiert. Dieses ist noch funktionsfähig und wird zu den regelmäßig angebotenen Opernhausführungen vorgeführt. Das Technische Kabinett der Oper Leipzig zeigt die größte Scheinwerfersammlung Europas.